# Hydrellia naivashae
Hydrellia naivashae är en tvåvingeart som beskrevs av Canzoneri och Raffone 1987. Hydrellia naivashae ingår i släktet Hydrellia och familjen vattenflugor.
Artens utbredningsområde är Kenya. Inga underarter finns listade i Catalogue of Life.